# Mischa Zverev
Mikhaïl "Mischa" Aleksàndrovitx Zverev (Moscou, URSS, 22 d'agost de 1987) és un jugador professional de tennis alemany d'ascendència soviètica. És el germà gran del tennista d'Alexander Zverev.
Ha guanyat un total d'un títol individual i quatre més en dobles en el circuit ATP, que li ha permès arribar al 25è i al 44è lloc dels rànquings mundials respectivament. En l'Open d'Austràlia 2017, Zverev va registrar la victòria més important de la seua història, eliminant al número 1 del món, Andy Murray.

## Biografia
Zverev va néixer a Moscou, pocs anys abans de la desaparició de la Unió Soviètica. Fill dels extennistes soviètics Alexander Zverev Sr. i Irina Zvéreva. La família es va traslladar a Alemanya quan ella era petit, i de fet, el seu germà petit Alexander ja va néixer a Alemanya.
Posteriorment va traslladar la seva residència a Mònaco mantenint la seva nacionalitat alemanya. Es va casar el novembre de 2017 amb la seva xicota Evgenija a les Maldives.

## Palmarès: 5 (1−4−0)

### Individual: 3 (1−2)
| Llegenda                          |
| --------------------------------- |
| Grand Slams (0−0)                 |
| ATP Finals (0−0)                  |
| ATP World Tour Masters 1000 (0−0) |
| ATP World Tour 500 (0−0)          |
| ATP World Tour 250 (1−2)          |

| Títols per superfície |
| --------------------- |
| Dura (0−1)            |
| Gespa (1−0)           |
| Terra batuda (0−1)    |

| Resultat  | Núm. | Data                   | Torneig                | Superfície   | Oponent       | Marcador      |
| --------- | ---- | ---------------------- | ---------------------- | ------------ | ------------- | ------------- |
| Finalista | 1.   | 26 de setembre de 2010 | Metz, França           | Dura (i)     | Gilles Simon  | 3−6, 2−6      |
| Finalista | 2.   | 27 de maig de 2017     | Ginebra, Suïssa        | Terra batuda | Stan Wawrinka | 6−4, 3−6, 3−6 |
| Guanyador | 1.   | 30 de juny de 2018     | Eastbourne, Regne Unit | Herba        | Lukáš Lacko   | 6−4, 6−4      |

### Dobles: 12 (4−8)
| Llegenda                          |
| --------------------------------- |
| Grand Slams (0−0)                 |
| ATP Finals (0−0)                  |
| ATP World Tour Masters 1000 (0−0) |
| ATP World Tour 500 (2−4)          |
| ATP World Tour 250 (2−4)          |

| Títols per superfície |
| --------------------- |
| Dura (3−4)            |
| Gespa (1−2)           |
| Terra batuda (0−2)    |

| Resultat  | Núm. | Data                 | Torneig             | Superfície   | Parella                | Oponents                              | Marcador            |
| --------- | ---- | -------------------- | ------------------- | ------------ | ---------------------- | ------------------------------------- | ------------------- |
| Guanyador | 1.   | 15 de juny de 2008   | Halle, Alemanya     | Herba        | Mikhaïl Iujni          | Lukáš Dlouhý Leander Paes             | 3−6, 6−4, [10−3]    |
| Finalista | 1.   | 13 de juliol de 2008 | Stuttgart, Alemanya | Terra batuda | Michael Berrer         | Philipp Kohlschreiber Christopher Kas | 3−6, 4−6            |
| Guanyador | 2.   | 5 d'octubre de 2008  | Tòquio, Japó        | Dura         | Mikhaïl Iujni          | Lukáš Dlouhý Leander Paes             | 6−3, 6−4            |
| Finalista | 2.   | 11 de gener de 2009  | Brisbane, Austràlia | Dura         | Fernando Verdasco      | Marc Gicquel Jo-Wilfried Tsonga       | 4−6, 3−6            |
| Finalista | 3.   | 4 d'octubre de 2009  | Bangkok, Tailàndia  | Dura (i)     | Guillermo García López | Eric Butorac Rajeev Ram               | 6−7(4), 3−6         |
| Finalista | 4.   | 3 de maig de 2015    | Múnic, Alemanya     | Terra batuda | Alexander Zverev       | Alexander Peya Bruno Soares           | 6−4, 1−6, [5−10]    |
| Finalista | 5.   | 7 de febrer de 2016  | Montpeller, França  | Dura (i)     | Alexander Zverev       | Mate Pavić Michael Venus              | 5−6, 6−7(4)         |
| Guanyador | 3.   | 12 de febrer de 2017 | Montpeller          | Dura (i)     | Alexander Zverev       | Fabrice Martin Daniel Nestor          | 6−4, 6−7(3), [10−7] |
| Finalista | 6.   | 25 de juny de 2017   | Halle               | Herba        | Alexander Zverev       | Łukasz Kubot Marcelo Melo             | 7−5, 3−6, [8−10]    |
| Finalista | 7.   | 24 de juny de 2018   | Halle (2)           | Herba        | Alexander Zverev       | Łukasz Kubot Marcelo Melo             | 6−7(1), 4−6         |
| Finalista | 8.   | 28 d'octubre de 2018 | Basilea, Suïssa     | Dura (i)     | Alexander Zverev       | Dominic Inglot Franko Škugor          | 2−6, 5−7            |
| Guanyador | 4.   | 2 de març de 2019    | Acapulco, Mèxic     | Dura         | Alexander Zverev       | Austin Krajicek Artem Sitak           | 2−6, 7−6(4), [10−5] |

### Equips: 1 (0−1)
| Resultat  | Núm. | Data               | Torneig                            | Superfície   | Equip                                                 | Oponents                                       | Marcador |
| --------- | ---- | ------------------ | ---------------------------------- | ------------ | ----------------------------------------------------- | ---------------------------------------------- | -------- |
| Finalista | 1.   | 23 de maig de 2009 | Copa del Món, Düsseldorf, Alemanya | Terra batuda | Nicolas Kiefer Philipp Kohlschreiber Rainer Schüttler | Janko Tipsarević Viktor Troicki Nenad Zimonjić | 1−2      |

## Trajectòria

### Individual
| Open d'Austràlia | A   | 2R  | 1R    | 1R    | 1R    | 1R   | A   | Q2  | Q2  | A   | Q3    | QF    | 1R    | 1R   | A | 0 / 8     | 5 – 8     |
| Roland Garros | A   | Q1  | 1R    | 1R    | 1R    | 1R   | 1R  | Q1  | Q1  | A   | Q1    | 1R    | 3R    | 1R   |   | 0 / 8     | 2 – 8     |
| Wimbledon | A   | 1R  | 3R    | 2R    | Q1    | 1R   | Q1  | Q2  | A   | A   | Q1    | 3R    | 1R    | 1R   |   | 0 / 7     | 5 – 7     |
| US Open | Q1  | Q1  | 1R    | 1R    | Q1    | Q1   | Q2  | Q2  | A   | A   | 2R    | 4R    | 1R    | Q2   |   | 0 / 6     | 4 – 6     |
| Victòries − Derrotes | 3−3 | 6−8 | 18−22 | 15−24 | 13−18 | 2−18 | 0−3 | 4−5 | 0−0 | 7−8 | 12−14 | 30−32 | 19−29 | 3−12 |   | 132 – 197 | 132 – 197 |
| Rànquing a final d'any | 151 | 88  | 80    | 78    | 82    | 211  | 159 | 176 | 726 | 171 | 51    | 33    | 69    | 281  |   |           |           |
| Llegenda: G: Guanyador; F: Finalista; SF: Semifinalista; QF: Quarts de final; Q: Qualificació; A: Absent; RR: Round Robin; |     |     |       |       |       |      |     |     |     |     |       |       |       |      |   |           |           |

### Dobles
| Open d'Austràlia | A   | 1R    | 1R    | 1R  | 1R  | A   | A   | A    | A   | A   | 2R    | 1R    | 1R   | A | 0 / 7    | 1 – 7    |
| Roland Garros | A   | 1R    | 2R    | A   | A   | A   | A   | A    | A   | A   | 2R    | 1R    | 1R   |   | 0 / 5    | 2 – 5    |
| Wimbledon | 1R  | A     | 1R    | 1R  | A   | A   | A   | A    | A   | A   | 1R    | 1R    | 2R   |   | 0 / 6    | 1 – 6    |
| US Open | A   | 2R    | 2R    | A   | A   | A   | A   | A    | A   | A   | 1R    | 1R    | 1R   |   | 0 / 5    | 2 – 5    |
| Victòries − Derrotes | 0−5 | 16−12 | 18−16 | 1−6 | 3−8 | 0−1 | 0−1 | 0−0  | 3−4 | 5−4 | 17−23 | 12−22 | 8−13 |   | 84 – 117 | 84 – 117 |
| Rànquing a final d'any | 125 | 66    | 87    | 354 | 302 | 197 | 273 | 1156 | 344 | 250 | 52    | 91    | 112  |   |          |          |
| Llegenda: G: Guanyador; F: Finalista; SF: Semifinalista; QF: Quarts de final; Q: Qualificació; A: Absent; RR: Round Robin; |     |       |       |     |     |     |     |      |     |     |       |       |      |   |          |          |